# ヤマドンガ
『ヤマドンガ』（Yamadonga）は、2007年のインドのテルグ語ファンタジーアクションコメディ映画。監督はS・S・ラージャマウリ、プロデューサーはチランジーヴィ・ペダマルーとガンガラージュ・ガンナンが務め、ヴィシュヴァーミトラ・クリエーションズが製作を手掛けた。主要キャストとしてN・T・ラーマ・ラオ・ジュニア、モーハン・バーブ、プリヤーマニ、マムター・モーハンダース、アリー、ブラフマーナンダムが出演している。
1977年の『Yamagola』から影響を受けたプロットを基に、泥棒のラジャを主人公とし、ヒンドゥー教の死と正義を司るヤマとの対峙やヒロインの少女マヒとの関係を描いている。2007年1月からラモジ・フィルムシティを中心に撮影が行われた。主要スタッフとしてM・M・キーラヴァーニが音楽監督、K・K・センティル・クマールが撮影監督、ラーマ・ラージャマウリが衣装デザイナーを務めた。
2007年8月15日に公開された。批評家からは好意的な評価を得ており、配給収入2億9000万ルピーを記録して「ブロックバスター」に認定された。『ヤマドンガ』は2007年公開のテルグ語映画で最も高い興行成績を記録し、主演のラーマ・ラオ・ジュニアはフィルムフェア賞 テルグ語映画部門主演男優賞を受賞した。2008年にはヒンディー語吹替版『Lok Parlok』、2016年にはタミル語吹替版『Vijayan』、アワディー語吹替版『Chor Raja』がそれぞれ公開された。

## ストーリー
孤児のラジャはハイデラバードで泥棒をしながら暮らしており、そこで裕福な少女マヒと出会う。ラジャに恋をしたマヒはナラシンハの力を宿したネックレスをプレゼントするが、ラジャは値打ちがないと判断して捨てようとするが、ネックレスはラジャのもとに戻ってきてしまう。これ以降、ラジャは事あるごとにネックレスを捨てようとするが、そのたびにネックレスは彼の元に戻ってきてしまう。12年後、マヒは死んだ祖父の遺産相続人になるが、遺産を狙うおじのラーム・プラサード一家に屋敷を乗っ取られて奴隷のような扱いを受け、自分を救ってくれる「王子様」の存在を待ち続けていた。同じころ、ラジャは相棒のサティと手を組んで詐欺を働く一方、金貸しのダナラクシュミから多額の借金を抱えて返済に追われていた。
ある日、ラジャとサティは「妻のドレスを探して欲しい」という依頼を引き受けて街中を探していたが、そこでギャングたちに追われるマヒと遭遇する。マヒは遺産を狙うラーム・プラサード一家が差し向けたギャングたちに命を狙われており、彼女がラジャが探し出したドレスを持って行ってしまったことから、ラジャはギャングたちを倒してマヒを助け出す。マヒからドレスを受け取ったラジャとサティは依頼主の元に向かい報酬を受け取ろうとするが、依頼主が急死したため報酬を受け取ることができず、ラジャはヤケ酒を飲みながら死を司るヤマを侮辱する。ラジャの罵声を聞いたヤマは激怒し、チトラグプタにラジャを連れてくるように命じる。一方、マヒが死んだ時は遺産の全額が施設に寄付されることを知ったラーム・プラサードたちは彼女を保護しようとし、報道で彼女の正体を知ったラジャとサティは、ラーム・プラサードから身代金を手に入れようと計画する。ラジャに保護されたマヒは、ラジャがネックレスを持っていたことから、彼が12年前に恋した少年であることに気付く。
ラジャとサティはラーム・プラサード父子と接触して身代金500万ルピーを要求するが、父子は金額を5億ルピーと勘違いしてしまう。高額な身代金の支払いに難色を示したラーム・プラサードは、ギャングのナーラーヤナに命じてラジャを殺してしまう。地獄に送られたラジャは、そこで再会した依頼主から、自分が死んだのは侮辱された復讐のためにヤマが仕組んだことだと聞かされる。事実を知ったラジャは、ヤマが不在の隙をついて死の縄を盗み出して王座を奪い取ってしまう。事態を知ったヤマは王座を取り戻そうとするが、ナーラダの提案で王座をかけて選挙を実施することになった。「地獄を楽園にする」と宣言したラジャは選挙戦を有利に進める一方、ヤマは尊大な性格が災いして支持を得られず、さらにセクハラ疑惑が持ち上がったことで妻とも疎遠になってしまう。窮地に陥ったヤマはチトラグプタの提案で天女たちを呼び寄せて人気を取り戻すが、天界にいた祖父の協力を得たラジャが勢いを盛り返し、ラジャが選挙戦に勝利する。しかし、ヤマが死の縄を取り戻したことで形勢が逆転し、ヤマはラジャを罰しようとするが、ラジャが王の権限で自分の罪を記録から抹消していたため罪に問うことができず、ラジャは地球に戻っていく。
地獄での記憶を失ったラジャは身代金を受け取りに屋敷に向かい、そこでマヒの境遇を知り、ラーム・プラサード一家を成敗してマヒを救い出して彼女と婚約する。しかし、酒に酔ったラジャは再びヤマを侮辱したため、ヤマに罰する口実を与えてしまう。ヤマはラジャに復讐するため地球に降り立ちダナラクシュミに姿を変え、彼女の父に姿を変えたチトラグプタと共にラジャに近付く。記憶を取り戻したラジャはヤマを翻弄するが、ヤマに身代金交渉をしている姿を暴露されたことでマヒから拒絶されてしまう。ラーム・プラサードがナーラーヤナを呼び寄せるが、ナーラーヤナがマヒに一目惚れして彼女を誘拐し、彼女を救おうとしたラジャは車にはねられて重傷を負ってしまう。崖から落ちたラジャはシンハーチャラム寺院の敷地に辿り着き、ヤマは死の縄で彼の命を奪おうとするが、ナラシンハの力に守られたラジャの命を奪うことができず、ヤマは彼を寺院から引きずり出そうとする。ヤマに気付いたラジャは、これまでの非礼を詫びて、マヒを救うために30分だけ生かして欲しいと懇願して寺院を立ち去る。その様子を見ていたナーラダがヤマを説得しようとするが、ヤマは「飛び立った死の縄はラジャの命を奪うまで止まらない」と告げる。ラジャはナーラーヤナたちを倒してマヒを救うと同時に死の縄に襲われるが、ネックレスの力によって難を免れる。ヤマはラジャの命を奪うことを止めるが、そこにサティを連れたダナラクシュミが現れて借金の返済を求めたため、ラジャは窮地に陥り、ヤマは「地獄と地球、どちらで暮らすのがいいか」とラジャに問いかける。同時にチトラグプタもヤマの妻を連れて現れ、ヤマにかけられた誤解を解こうとするが、ダナラクシュミとの関係を疑われて窮地に陥り、ラジャは同じように「地獄と地球、どちらで暮らすのがいいか」とヤマに問いかける。

## キャスト
- ラジャ - N・T・ラーマ・ラオ・ジュニア
  - 幼少期のラジャ - シュリー・シンハー・コドゥリ（英語版）
- ヤマ - モーハン・バーブ
- マヘーシュワリ（マヒ） - プリヤーマニ
- ダナラクシュミ - マムター・モーハンダース（英語版）
- サティ - アリー
- チトラグプタ（英語版） - ブラフマーナンダム
- ヤマの妻 - クシュブー・スンダル（英語版）
- ラーム・プラサード - ジャヤー・プラカーシュ・レッディ（英語版）
- マヘーシュワリのおば - シヴァ・パールヴァティー
- マヘーシュワリの従兄弟 - ラグ・バーブ（英語版）
- マヘーシュワリの祖父 - ランガナート（英語版）
- インドラ - ラージーヴ・カナカラ（英語版）
- ナーラダ（英語版） - ナレーシュ（英語版）
- ヤマの衛兵長 - ナルシング・ヤーダヴ（英語版）
- ヴァルナ - バーラーニ
- ラジャの依頼主 - M・S・ナーラーヤナ（英語版）
- ナーラーヤナ - ナレンドラ・ジャー（英語版）
- ギャング - スタント・シルヴァー（英語版）
- 本人役 - N・T・ラーマ・ラオ（アーカイヴ出演[6]）

アイテム・ナンバー
- 「Nachore」シーン出演 - ランバー
- ラムバー - ナヴニート・カウル・ラーナー（英語版）
- ウルヴァシー - プリーティ・ジャンギアニ（英語版）
- メーナカー - アルチャナ・シャストリー（英語版）

## 製作

### 撮影
『ヤマドンガ』はS・S・ラージャマウリが『Student No: 1』『Simhadri』に続いてN・T・ラーマ・ラオ・ジュニアを主人公に起用した作品である。ラージャマウリは映画のプロット（主人公が死んで地獄に行き、再び地球に戻ってくる部分）について、ラーマ・ラオ・ジュニアの祖父N・T・ラーマ・ラオの主演作（『Devanthakudu』『Yamagola』）から影響を受けつつ、それ以外の基本的なプロットについては『ヤマドンガ』独自のものであると語っている。
映画にはラーマ・ラオ・ジュニアと祖父NTRの共演シーンがあり、脚本はラージャマウリと父V・ヴィジャエーンドラ・プラサードが共同で執筆している。ヤマ役にはラージャマウリが「完璧で唯一の人選」と絶賛したモーハン・バーブが起用された。また、ラーマ・ラオ・ジュニアはラージャマウリの指示を受け、役作りのために体重の大幅な減量を行っている。ヒロインのマヒ役にはプリヤーマニが起用され、彼女は岩の上を歩くシーンの撮影中に足を滑らせて負傷（足首の捻挫と出血）している。
2007年1月から主要撮影が始まり、地獄のシーンはラモジ・フィルムシティに特注した舞台セットで撮影された。このほか、いくつかのシーンはアーンドラ・プラデーシュ州のタラコナで撮影され、歌曲シーンはゴールコンダ城で撮影している。

### 音楽
映画音楽とサウンドトラックの作曲はM・M・キーラヴァーニが手掛け、ヴェル・レコードからサウンドトラックがリリースされた。
| #         | タイトル                   | 作詞                   | 作曲・編曲 | 歌手                                                                               | 時間 |
| --------- | -------------------------- | ---------------------- | ---------- | ---------------------------------------------------------------------------------- | ---- |
| 1.        | 「Nuvvu Muttukunte」       | アナンタ・シュリラーム |            | ランジット、プラナヴィ・アーチャールヤ                                             | 3:53 |
| 2.        | 「Rabbaru Gajulu」         | アナンタ・シュリラーム |            | ダレル・メヘンディ、プラナヴィ・アーチャールヤ                                     | 5:19 |
| 3.        | 「Olammi Tikkareginda」    | ブヴァナ・チャンドラ   |            | N・T・ラーマ・ラオ・ジュニア、マムター・モーハンダース                             | 4:11 |
| 4.        | 「Nachore Nachore」        | ブヴァナ・チャンドラ   |            | ディープ、ガンガ                                                                   | 4:54 |
| 5.        | 「Nunugu Misalodu」        | アナンタ・シュリラーム |            | M・M・キーラヴァーニ、スニタ・ウパドラシュタ                                       | 5:03 |
| 6.        | 「Young Yama」             | アナンタ・シュリラーム |            | M・M・キーラヴァーニ、シャンカル・マハデーヴァン、マノ、プラナヴィ・アーチャールヤ | 4:54 |
| 7.        | 「Srikara Karunda」        | ジョンナヴィットゥラ   |            | マノ                                                                               | 1:29 |
| 8.        | 「Chala Challaga Gali」    | ブヴァナ・チャンドラ   |            | M・M・キーラヴァーニ、サンギーター＝サンギータ・サジート                           | 1:57 |
| 9.        | 「Bambharala Chumbhanala」 | ブヴァナ・チャンドラ   |            | マノ、プラナヴィ・アーチャールヤ                                                   | 1:01 |
| 合計時間: | 合計時間:                  | 合計時間:              | 合計時間:  | 32:41                                                                              |      |

## 公開
当初は2007年7月9日公開の予定だったが、後に8月15日公開に延期された。2019年11月29日には『Vijayan』のタイトルでタミル語版が公開され、日本では2023年10月20日に特集上映「熱風!!南インド映画の世界」の一本として『マガディーラ 勇者転生』『プシュパ 覚醒』『サイラー ナラシムハー・レッディ 偉大なる反逆者』と共に公開された。2008年2月29日にDVDが発売された。

## 評価

### 興行収入
『ヤマドンガ』の配給収入は2億9000万ルピーを記録している。上映日数は405劇場で50日間を記録し、このうち324劇場では100日間を記録しており、2007年公開のテルグ語映画の中で最も高い興行収入を記録した映画の一つとなり、ラーマ・ラオ・ジュニア主演作として『Simhadri』を越える成功を収めた。

### 批評
ワンインディアは「『ヤマドンガ』は、あらゆる年齢層・階層の人たちが楽しめる映画になっている。ラージャマウリはNTRジュニアのキャラクターを彼の祖父を模して造形し、さらにNTRをアニメーション形式でスクリーンに復活させるという素晴らしい仕事をした。NTRジュニアの演技と台詞回しは全体的にとても楽しく、ヤマを演じたモーハン・バーブは、彼が多才な俳優であることを再確認させてくれた」と批評し、Sifyは「この社会派ファンタジー映画は、NTRの新たな姿とモーハン・バーブの謎めいた演技に救われている。楽曲と背景音楽を作曲したM・M・キーラヴァーニの技術的な面とエンターテインメント性が、映画の前半に一見の価値を与えている」と批評している。また、Idlebrain.comのジーヴィは3/5の星を与え、「映画の前半はとても楽しめたが、後半はもっと面白くできたのではないか。評価すべき点はモーハン・バーブ、NTR、舞台セット、カメラワーク、音楽である。反面、映画の後半（NTRが地球に戻ってきて以降）の脚本は手に汗握るものではなかったし、上映時間も3時間5分と非常に長いものだった」と批評している。

### 受賞・ノミネート
| 映画賞                                  | 授賞式        | 部門                       | 対象                                     | 結果       | 出典   |
| --------------------------------------- | ------------- | -------------------------- | ---------------------------------------- | ---------- | ------ |
| ナンディ賞                              | 2008年1月12日 | 編集賞                     | コータギリ・ヴェンカテーシュワラ・ラーウ | 受賞       | [ 25 ] |
| ナンディ賞                              | 2008年1月12日 | メイクアップアーティスト賞 | ナッラ・シーヌ                           | 受賞       | [ 25 ] |
| ナンディ賞                              | 2008年1月12日 | 衣装デザイン賞             | ラーマ・ラージャマウリ                   | 受賞       | [ 25 ] |
| ナンディ賞                              | 2008年1月12日 | 特殊効果賞                 | R・C・カマル・カンナン                   | 受賞       | [ 25 ] |
| CineMAA賞                               | 2008年3月23日 | 主演男優賞                 | N・T・ラーマ・ラオ・ジュニア             | 受賞       | [ 26 ] |
| CineMAA賞                               | 2008年3月23日 | 助演男優賞                 | モーハン・バーブ                         | 受賞       | [ 26 ] |
| CineMAA賞                               | 2008年3月23日 | 振付賞                     | プレム・ラクシータ                       | 受賞       | [ 26 ] |
| CineMAA賞                               | 2008年3月23日 | 台詞賞                     | M・ラトナム                              | 受賞       | [ 26 ] |
| CineMAA賞                               | 2008年3月23日 | 撮影賞                     | K・K・センティル・クマール               | 受賞       | [ 26 ] |
| CineMAA賞                               | 2008年3月23日 | 美術監督賞                 | アーナンド・サーイ                       | 受賞       | [ 26 ] |
| 第55回フィルムフェア賞 南インド映画部門 | 2008年7月12日 | 作品賞                     | 『ヤマドンガ』                           | ノミネート | [ 27 ] |
| 第55回フィルムフェア賞 南インド映画部門 | 2008年7月12日 | 監督賞                     | S・S・ラージャマウリ                     | ノミネート | [ 27 ] |
| 第55回フィルムフェア賞 南インド映画部門 | 2008年7月12日 | 主演男優賞                 | N・T・ラーマ・ラオ・ジュニア             | 受賞       | [ 27 ] |
| 第55回フィルムフェア賞 南インド映画部門 | 2008年7月12日 | 助演男優賞                 | モーハン・バーブ                         | ノミネート | [ 27 ] |
| 第55回フィルムフェア賞 南インド映画部門 | 2008年7月12日 | 助演女優賞                 | マムター・モーハンダース                 | ノミネート | [ 27 ] |
| 第55回フィルムフェア賞 南インド映画部門 | 2008年7月12日 | 音楽監督賞                 | M・M・キーラヴァーニ                     | ノミネート | [ 27 ] |
| サントーシャム南インド映画賞            | 2008年8月2日  | 美術監督賞                 | アーナンド・サーイ                       | 受賞       | [ 28 ] |